# دورنیه دو ئی
دورنیه دو ئی (به انگلیسی: Dornier_Do_E) یک هواگرد از نوع قایق پرنده ساخت شرکت دورنیه فلوکتسایک‌ورک در آلمان است. در مجموع، تعداد ۴ فروند از این هواگرد ساخته شده‌است.